# Santiago, Delstaten Mexiko
Santiago är en ort i Mexiko.   Den ligger i kommunen Zacualpan och delstaten Mexiko, i den södra delen av landet, 100 km sydväst om huvudstaden Mexico City. Santiago ligger 1 945 meter över havet och antalet invånare är 149.
Terrängen runt Santiago är huvudsakligen kuperad, men åt sydväst är den bergig. Runt Santiago är det ganska tätbefolkat, med 54 invånare per kvadratkilometer. Närmaste större samhälle är Ixtapan de la Sal, 16,7 km nordost om Santiago. I omgivningarna runt Santiago växer huvudsakligen savannskog.